# Belau rekid
Belau rekid (in palauano La nostra Palau) è l'inno nazionale delle isole Palau. È stato ufficialmente adottato nel 1981. La musica è stata scritta da  Ymesei O. Ezekiel, a cui sono stati fissati i termini combinati di diversi autori.

## Testo in palauano
Belau loba klisiich er a kelulul,
El dimla ngarngii ra rechuodelmei
Meng mengel uoluu er a chimol beluu,
El ngar cheungel a rirch lomke sang.
Bo dole ketek a kerruul er a belluad,
Lolab a blakelreng ma duchelreng.
Belau a chotil a klengar re kid,
Mebo dorurtabedul msa klisichel.
Bod kai ue reke dchim lokiu a reng,
E dongedmokel ra dimla koted.
Lomcheliu a rengrdel ma klebkellel,
Lokiu a budch ma beltikelreng.
Dios mo mek ngel tengat ra Be lumam,
El dimla dikesam ra rechuodelmei,
Beskemam a klisicham ma llemeltam,
Lorrurt a klungiolam elmo ch'rechar

## Testo in italiano
Palau è venuta alla luce con forza e potenza
Con le sue vecchie abitudini rimane ancora ogni ora.
Un paese, protetto, sicuro, un governo
Sotto la incandescente luce, si trova leggera a galleggiare.
Costruiamo una recinzione che protegga la nostra casa
Con coraggio, fedeltà e diligenza
La nostra vita è ancorata a Palau, la nostra terra
Noi con la nostra forza, in vita e in morte, la difenderemo
Nello spirito avviciniamo le mani unite
Curiamo la nostra Patria, data dagli antenati
Guardiamo la sua concordia, manteniamo la sua gloria
Attraverso la pace, l'amore e la devozione del cuore
Dio benedica il nostro paese, la nostra casa isola per sempre
La nostra eredità dolce, dai giorni più remoti
Dacci la forza e potenza e tutti i diritti
Per governare insieme a tutta l'eternità.